# Синани, Исаак Иосифович
Исаак Иосифович (Осипович) Синани (1833—1890) — караимский газзан, педагог, историк караимской литературы и поэт, автор ряда научных работ; внук Исаака бен Шеломо.

## Биография
Исаак Синани родился в 1833 году в Одессе в семье Юсуфа Аврамовича Синани (умер в 1851 году). У него были братья Аврам (1821), Шулеме (1838), Вениамин (умер в 1853) и сестра Мурат (1836). Учился в родном городе, сперва в караимском общественном училище, а затем поступил в Одесскую гимназию, но, из-за финансовых трудностей, курса в ней не окончил. Богословское образование Синани получил под руководством Авраама Бейма (отца Соломона Бейма) и Мордехая Султанского.
В 1853 года Исаак Иосифович Синани занимал должность преподавателя еврейского и русского языков в Бахчисарае и Севастополе, a через некоторое время стал старшим газзаном в городе Симферополе. Синани очень активно работал в Крыму в деле распространения просвещения среди родного народа.
Труд И. И. Синани под заглавием «История возникновения караимизма» (в двух частях: I — Симферополь, 1888; часть II — Санкт-Петербург, 1889) носит компилятивный характер, но отличается увлекательным изложением, выделяясь от других произведений новокараимской литературы объективностью и тактом по отношению к раббанитам.
Помимо этого Синани пробовал свои силы в поэзии; его элегии были написаны на чистом и правильном библейском языке и они проникнуты искренним чувством.
Cкончался 9 (21) февраля 1890 года от воспаления лёгких в городе Санкт-Петербурге в возрасте 57 лет. Похоронен на Караимском Преображенском кладбище.

## Семья
Жена — Беим Синани (1837—?).